# تاتوره (سرده)
تاتوره (نام علمی: Datura) نام یک سرده از تیره بادنجانیان است. مهمترین عضو این سرده تاتوره است که گیاهی سمی است.